# Mercedes Junior Team
Het Mercedes Junior Team is een initiatief van het Formule 1-team Mercedes om jong talent te ontwikkelen. Verschillende coureurs worden gesteund door het team.
Vier coureurs die deel uitmaakten van het Mercedes Junior Team hebben de overstap gemaakt naar de Formule 1: Pascal Wehrlein, Esteban Ocon, George Russell en Andrea Kimi Antonelli. Russell werd in 2022 de eerste van deze coureurs die de overstap maakte naar het Formule 1-team van Mercedes.

## Coureurs
- Coureurs vetgedrukt zijn nog aangesloten bij het Mercedes Junior Team. Coureurs schuingedrukt hebben minstens één Formule 1-race gereden.

| Coureur               | Jaren   |
| --------------------- | ------- |
| James Anagnostiadis   | 2024-25 |
| Andrea Kimi Antonelli | 2018-24 |
| Paul Aron             | 2019-23 |
| Andy Consani          | 2025    |
| Kenzo Craigie         | 2023-25 |
| Cui Yuanpu            | 2021-25 |
| Rashid Al Dhaheri     | 2025    |
| Luna Fluxá            | 2022-25 |
| Daniel Guinchard      | 2022    |
| Ethan Jeff-Hall       | 2025    |
| Julia Montlaur        | 2025    |
| Many Nuvolini         | 2025    |
| Esteban Ocon          | 2015-19 |
| Doriane Pin           | 2024-25 |
| Alex Powell           | 2019-25 |
| George Russell        | 2017-21 |
| Noah Strømsted        | 2025    |
| Frederik Vesti        | 2021-24 |
| Pascal Wehrlein       | 2014-18 |